# Bingo (Unternehmen)
Bingo (vollständiger Name: Bingo Export-Import Tuzla d.o.o.) ist eine bosnische Supermarktkette mit Hauptsitz in Tuzla, Bosnien und Herzegowina.

## Geschichte
Bingo wurde 1993 von dem bosnischen Geschäftsmann Senad Džambić mit Sitz in Tuzla gegründet. Im Jahr 2014 wurde Bingo durch die Übernahme der Unternehmen Interex BiH und Tuš Trade BiH zum größten inländischen Einzelhandelsunternehmen in Bosnien und Herzegowina. Der Umsatz lag 2014 bei über 500 Millionen KM (ca. 250 Millionen Euro).
Im Jahr 2015 hatte Bingo 175 Filialen in Bosnien und Herzegowina und beschäftigte mehr als 5500 Mitarbeiter. Nach dem Zusammenbruch der kroatischen Agrokor-Holding kaufte Džambić mehrere ihrer Tochtergesellschaften in Bosnien und Herzegowina sowie die Snackfabrik Majevica in Tuzla. Im Jahr 2017 wurde Bingo nach der Trennung zwischen Konzum und Mercator in Bosnien und Herzegowina zur größten Supermarktkette. Am 19. April 2024 eröffnete Bingo seine 225. Filiale.